# Рагхунатха Бхатті Госвамі
 Рагхунатха Бхатта Госвамі  (Raghunātha Bhaṭṭa Gosvāmī IAST ; 1505–1579) — індуїстський крішнаїтський святий, учень основоположника Гаудія-вайшнавізму Чайтан'ї Махапрабху; належав до групи крішнаїтський святих, відомих як Вріндаванські Госвамі .
Рагхунатха Бхатта Госвамі народився в вайшнавській родині у Східній Бенгалії. Його батько, Тапа Мішра, часто запрошував Чайтанья Махапрабгу пообідати у себе вдома. Коли Чайтанья відвідував їхній будинок, Рагхунатха Бхатта часто масажував його стопи.
Юність Рагхунатха Бхатта провів вивчаючи санскрит і священні писання — веди. Він перетворився на глибокого знавця санскритської граматики і риторики, а також вайшнавских текстів. Після того як він завершив своє формальне освіта, Тапа Мішра відіслав його в Пурі, де той знову зустрівся з Чайтаньєю Махапрабху. Рагхунатха Бхатта провів вісім місяців у служінні Чайтанью, щодня готуючи йому їжу.
У "Чайтанья — чарітамріте " говориться, що Рагхунатха Бхатта був дуже досвідчений у декламації "Шрімад — Бхагават " і був вправний у приготуванні їжі: все, що б він не приготував, було подібно нектару . Чайтанья Махапрабгу отримував величезну насолоду, коли приймав їжу, приготовлену їм, а сам Рагхунатха Бхатта зазвичай їв залишки їжі Чайтан'ї . Описується, що одного разу, задоволений служінням Рагхунатха Бхатті, Чайтанья благословив його, давши йому горіхи Бетеля, запропоновані мурті Джаганнатхі, і гірлянду з священного рослини туласі, яка, як описується, була завдовжки близько чотирнадцяти ліктів .
Після смерті своїх батьків, Рагхунатха Бхатта повернувся в Пурі, де провів ще вісім місяців у служінні Чайтанью . Після цього Чайтанья відіслав його в Вріндаван, і покарав йому вивчати « Шрімад — Бхагават» та інші писання під керівництвом Рупи і Санатана Госвамі . Саме в цей час Рагхунатха Бхатта став одним їх членів групи вріндаванскіх Госвамі . Крім того, Чайтанья попросив Рагхунатха Бхатті не одружуватися і залишитися брахмачарі.
Описується, що Рагхунатха Бхатта був настільки вправний у декламації «Шрімад — Бхагават», що міг читати на три різних мотиву буквально кожен з віршів . Він ніколи не розмовляв на мирські теми, а постійно слухав про Крішни . Він не міг чути яку критику стосовно вайшнави . Навіть якщо й траплялося щось гідне критики, він зазвичай говорив, що оскільки всі вайшнави зайняті служінням Богу, він не збирається звертати уваги на їхні недоліки.
Останній період свого життя Рагхунатха Бхатта Госвамі провів поруч зі священним озером Радха - Кунда, в маленькій хатині . Деякий час після смерті Рагхунатха Бхатті, його учні побудували у Вріндавані храм Шрі Гаурі — Говінди .
У «Гаурі- ганоддеша — Діпіка», вірш 185, говориться, що Рагхунатха Бхатта Госвамі перш був гопи по імені Рага — Манджаро .